# Eklips

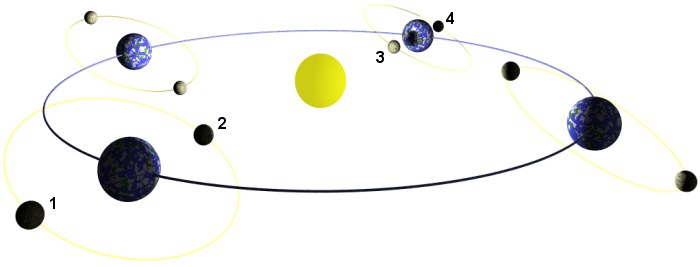
Förmörkelser på jorden och månen på grund av blockering av solen.

En eklips, av grekiska eʹkleipsis och latin ecliʹpsis, med den bokstavliga betydelsen "uteblivande", eller förmörkelse är ett fenomen när en himlakropp förmörkas helt eller delvis för betraktaren, för att ljuset från den tillfälligt blockeras av en annan himlakropp. Detta trekroppsförhållande kallas med en astronomisk term för syzygy. Vanligtvis avses månförmörkelser och solförmörkelser.
Eklipser har sedan antiken, och säkert mycket längre, förknippats med magiska föreställningar och i ett flertal kulturer har man även långt tillbaka i tiden beräknat tidpunkter för kommande eklipser.
Från en given plats syns totala månförmörkelser åtskilliga gånger på ett sekel, medan totala solförmörkelser är mycket ovanligare. I Sverige skedde den senaste totala solförmörkelsen 1954 och nästa blir synlig först år 2126. Sett över hela jorden är dock totala solförmörkelser och totala månförmörkelser ungefär lika vanliga, men medan den totala månförmörkelsen syns från halva jorden syns en total solförmörkelse i ett mycket mindre område av jorden.

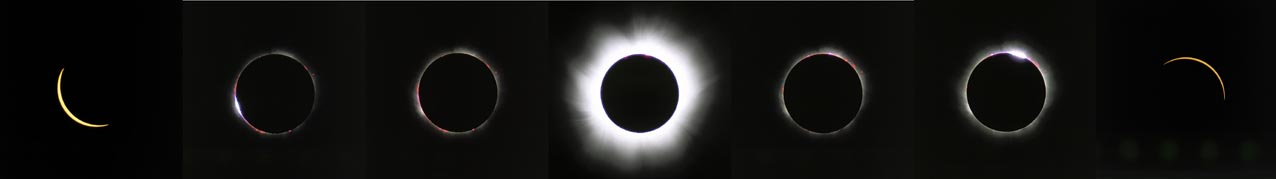
Solförmörkelse